# Jaime Sin
Jaime Sin, född 31 augusti 1928 i New Washington, Filippinerna, död 21 juni 2005 i Manila, var romersk-katolsk ärkebiskop av Manila 1974-2003, kardinal 1976.
Sin prästvigdes 1954. Vigd till ärkebiskop av Manila 1974. Två år senare, 1976, utsågs han till kardinalpräst av Madonna dei Monti.
Kardinal Sin var vid för dålig hälsa för att kunna delta vid konklaven som i april 2005 valde Benedictus XVI till ny påve.